# Nicole Sullivan
Nicole Sullivan (nacida el 21 de abril de 1970) es una actriz y cómica estadounidense. Sullivan es más conocida por sus seis temporadas (1995–2001) en la serie de sketches cómicos de MADtv. También interpretó el papel de Holly Shumpert durante cinco temporadas (2001–2005, 2007) en el sitcom de la CBS The King of Queens.
Ha interpretado a un personaje recurrente, Jill Tracy, en Scrubs y dio voz a la villana Shego en Kim Possible, de Disney. Ha tenido papeles recurrentes en Padre de familia y dio voz a "Franny Robinson" en Meet the Robinsons. Desde 2008 hasta 2009, Sullivan protagonizó su propia serie de televisión en Lifetime Rita Rocks. Desde 2008 hasta 2013, otorgó su voz a Marlene en Los pingüinos de Madagascar. Sullivan interpretó a la terapeuta de Jules (Courteney Cox), Lynn Mettler, en la comedia Cougar Town. Interpretó a Lyla en la película original de Disney Channel Let It Shine en 2012. En 2013, protagonizó la sitcom de Nickelodeon Wendell & Vinnie como Wilma Basset.

## Primeros años
Sullivan nació en Manhattan. Es la hija de Edward C. Sullivan, un asambleísta del Estado de Nueva York. Tomó clases de baile a los 7 años y actuó en producciones de Off-Broadway y Broadway con el First All-Children's Theatre. La madre de Sullivan, una mujer de negocios, y su padre, que representaba al 69,º distrito en la Asamblea Estatal de Nueva York desde 1977 hasta 2002, trasladaron la familia al norte del estado, a Middleburgh, Nueva York, en 1982. Durante el instituto, Nicole fue tesorera de la clase en su tercer año. Jugó al fútbol en el instituto, high school, recorded realizaba las estadísticas para el equipo masculino de baloncesto y fue miembro del consejo estudiantil.
Después de su graduación de Middleburgh en 1987, asistió a la Universidad del Noroeste para graduarse en teatro. Estudió a William Shakespeare, Harold Pinter, Anton Chéjov, Henrik Ibsen  y las tragedias griegas mientras tenía dos trabajos para pagar la universidad y escribir obras y sketches para el teatro de estudiantes. Sullivan pasó su tercer año de universidad en Londres, estudiando en la British American Drama Academy y se convirtió en miembro de la Greenwich Shakespeare Company. Sullivan se graduó en la Universidad del Noroeste con honores, y luego se mudó a Los Ángeles para empezar una carrera en la televisión. Después de aparecer en anuncios y en esporádicos papeles como invitada en series comoHerman's Head, fue reclutada para unirse al elenco de MADtv.

## Carrera

### MADtv
Sullivan estaba entre los miembros del elenco original en MADtv cuando se estrenó en 1995. Creó numerosos personajes; el más popular fue el de la mezquina Vancome Lady. Otros personajes de Sullivan eran la reportera de X-News Amy, la lerda Antonia, la líder eracista Debbie, Diane Lawyer-Trabajo (pronunciado "trebalyo") de News at 6,  la cantante racista de country Darlene McBride, y la bimbo latina Lida. Sullivan apareció con Michael McDonald en un sketch de MADtv sobre hacer una cita para una audición para aparecer en Law & Order que se burlaba de su destreza interpretativa; más tarde, apareció como invitada en Law & Order: Special Victims Unit, en el episodio de la temporada 1 titulado "Contact". Sullivan apareció en el número de noviembre-diciembre de 2009 de la revista Making Music.
Sullivan parodió a múltiples celebridades, entre ellos Britney Spears, Mia Farrow, Emma Bunton, Uma Thurman, Hillary Clinton, Charlotte Church, Sarah Michelle Gellar, Barbara Walters, Jodie Foster, Jennifer Aniston y Edie Falco.

### Personajes MADtv
- Antonia Timmens
- Lida (Lida and Melina)
- Darlene McBride
- Amy (X-News)
- Diane Lawyer-Trabajo (News at Six)
- Debbie (The Racists)
- Charlotte (Anti-Depressercize Minute)
- Mimi O'Malley (The O'Malley's)
- Destiny (Pretty White Kids with Problems)
- Champagne (The Stick Chicks)
- Inga (Hoppy Potty)
- Judith (Literally)
- Susan Caydel (The Caydels)

### Famosos parodiados
- Alicia Silverstone
- Anne Robinson
- Barbara Walters
- Beth Broderick
- Brett Butler
- Britney Spears
- Calista Flockhart
- Céline Dion
- Charlotte Church
- Cybill Shepherd
- Drew Barrymore
- Dawn Wells
- Edie Falco
- Elizabeth Montgomery
- Emma Bunton
- Heather Locklear
- Helen Hunt
- Hillary Clinton
- Janel Moloney
- Jenna Elfman
- Jennifer Aniston
- Jodie Foster
- Julia Louis-Dreyfus
- Julia Roberts
- Julie Bowen
- Justin Timberlake
- Kate Winslet
- Kathie Lee Gifford
- Katie Couric
- Kim Cattrall
- Kimmi Kappenberg
- Lauren Tewes
- Lea Thompson
- LeAnn Rimes
- Lucille Ball
- Mary-Kate Olsen
- Meg Ryan
- Melanie Griffith
- Mia Farrow
- Nancy Reagan
- Sarah Michelle Gellar
- Suzanne Somers
- Uma Thurman
- Valerie Harper
- Victoria Principal

### Proyectos de doblaje
Sullivan fue parte del elenco original como Turanga Leela, uno de los principales personajes en la serie animada Futurama pero el papel fue finalmente otorgado a Katey Sagal antes de que la serie se emitiese.
Sullivan ha dado voz a Marlene la Nutria en Los pingüinos de Madagascar, un spin-off de las exitosas películas Madagascar, Madagascar 2: Escape de África, y Madagascar 3: Europe's Most Wanted, la cual se emitió en Nickelodeon; Shego en Kim Possible; Joan of Arc en Secundaria de clones; Mira Nova en Buzz Lightyear of Star Command; y Joan en el episodio de Padre de familia, "I Take Thee Quagmire", junto con varias otras voces de una sola vez en el programa. Sullivan también protagonizó un piloto llamado Me and My Needs que fue rechazado por la ABC. Interpretó a Franny Robinson en Meet the Robinsons. También, Sullivan fue actriz de voz en el videojuego de Monsters, Inc.. Interpretó a Luna en el videojuego de 2007 Ratchet & Clank: El tamaño importa. En 2012, también dio su voz a Supergirl en Super Best Friends Forever, una serie de cortometrajes animados emitidos en el bloque de DC Nation de  Cartoon Network.

## Vida personal
Sullivan está casada con el actor Jason Packham. Tienen dos hijos llamados Dashel Pierce y Beckett Edward.
Sullivan ganó la primera edición de Celebrity Poker Showdown. Su caridad era Alley Cat Allies, una organización sin ánimo de lucro dedicada a transformar comunidades para proteger y mejorar las vidas de los gatos, la cual recibió 100,000 dólares como resultado de su victoria.

## Filmografía

### Cine
| Año  | Título                                                | Papel          | Notas                                 |
| ---- | ----------------------------------------------------- | -------------- | ------------------------------------- |
| 2000 | Bar Hopping                                           | Mara           |                                       |
| 2000 | Buzz Lightyear, Comando Estelar: La aventura comienza | Mira Nova      | Directamente para video; papel de voz |
| 2002 | The Third Wheel                                       | Sally          | No acreditado                         |
| 2005 | Guess Who                                             | Liz Klein      |                                       |
| 2005 | Sesame Street's All-Star Alphabet                     | Letra A        | Directo a DVD                         |
| 2006 | The Ant Bully                                         | Hormiga #9     | Papel de voz                          |
| 2007 | Meet the Robinsons                                    | Franny         | Papel de voz                          |
| 2008 | Superhero Movie                                       | Julia Riker    |                                       |
| 2009 | Black Dynamite                                        | Patricia Nixon |                                       |
| 2009 | 17 otra vez                                           | Naomi          |                                       |
| 2013 | Jackhammer                                            | Crazy Lucy     |                                       |
| 2014 | Eat with Me                                           | Maureen        |                                       |
| 2018 | I’ll Be Next Door for Christmas                       | Srta. James    |                                       |

### Televisión
| Año                        | Título                                   | Papel                                          | Notas                                        |
| -------------------------- | ---------------------------------------- | ---------------------------------------------- | -------------------------------------------- |
| 1991                       | Herman's Head                            | Mujer Joven                                    | Episodio: "The Last Boy Scout"               |
| 1994                       | Party of Five                            | Terry                                          | Episodio: "Private Lives"                    |
| 1994                       | Models Inc.                              | Elaine                                         | Episodio: "Of Models and Men"                |
| 1995–2001, 2003–2005, 2016 | MADtv                                    | Varios papeles                                 | 142 episodios                                |
| 1997                       | The Drew Carey Show                      | Diane Pulaski                                  | Episodio: "Drew Gets Married"                |
| 1997–1998                  | Fired Up                                 | Debbie                                         | 2 episodios                                  |
| 1999                       | Pepper Ann                               | Tundra Woman (voz)                             | Episodio: "Dances with Ignorance/Girl Power" |
| 1999                       | Suddenly Susan                           | Claire Teevens, exmujer de Nate                | Episodio: "The Cheerleaders"                 |
| 2000                       | Daddio                                   | Señorita Lang                                  | Episodio: "Of Mice and Math"                 |
| 2000                       | Talk to Me                               | Kat Munroe                                     | 3 episodios                                  |
| 2000                       | Law & Order: Special Victims Unit        | Jen Caulder                                    | Episodio: "Contact"                          |
| 2000                       | Titus                                    | Carol                                          | Episodio: "Tommy's Girlfriend"               |
| 2000–2001                  | Buzz Lightyear of Star Command           | Mira Nova (voz)                                | 60 episodios                                 |
| 2000–2002                  | Baby Blues                               | Bizzy la Niñera                                | 13 episodios                                 |
| 2000–present               | Family Guy                               | Muriel Goldman, Varios personajes (voz)        | 31 episodios                                 |
| 2001–2007                  | The King of Queens                       | Holly Shumpert / Marilyn (1 episodio)          | 49 episodios                                 |
| 2001–2009                  | Scrubs                                   | Jill Tracy                                     | 6 episodios                                  |
| 2001                       | According to Jim                         | Alicia                                         | Episodio: "Andy's Girlfriend"                |
| 2002–2007                  | Kim Possible                             | Shego (voz)                                    | 45 episodios                                 |
| 2002–2003                  | Clone High                               | Joan of Arc / Marie Curie (voz)                | 13 episodios                                 |
| 2003                       | Less than Perfect                        | Deirdre Bishop                                 | 2 episodios                                  |
| 2003                       | Rugrats                                  | Debbie / Cliente (voz)                         | Episodio: "Baby Sale/Steve"                  |
| 2003                       | Miss Match                               | Rachel                                         | Episodio: "Addicted to Love"                 |
| 2003                       | Stanley                                  | Granjera Julie (voz)                           | Episodio: "Doing Like Ducks/Speedy Does It"  |
| 2004                       | Crank Yankers                            | Esperanza Thomas (voz)                         | Episodio: "Episode #2.24"                    |
| 2005                       | Monk                                     | Janet Novak                                    | Episode: "Mr. Monk and the Kid"              |
| 2005                       | Kim Possible Movie: So the Drama         | Shego (voz)                                    | Telefilme                                    |
| 2005                       | Lilo & Stitch: The Series                | Shego (voz)                                    | Episodio: "Rufus"                            |
| 2005                       | Hot Properties                           | Chloe Reid                                     | 13 episodios                                 |
| 2006                       | American Dad!                            | Janice (voz)                                   | Episodio: "Finances with Wolves"             |
| 2006                       | Boston Legal                             | Joan Rubin                                     | Episodio: "...There's Fire!"                 |
| 2006                       | Brandy & Mr. Whiskers                    | Gerri (voz)                                    | 2 episodios                                  |
| 2007                       | Raines                                   | Carolyn Crumley                                | 7 episodios                                  |
| 2007                       | My Boys                                  | Kimmie                                         | 2 episodios                                  |
| 2007–2009                  | Slacker Cats                             | Louise (voz)                                   | 3 episodios                                  |
| 2008                       | Head Case                                | Ella misma                                     | 2 episodios                                  |
| 2008                       | CSI: Crime Scene Investigation           | Nancy Twicker                                  | Episodio: "Bull"                             |
| 2008                       | The Suite Life of Zack & Cody            | Señorita Klotz                                 | Episodio: "Let Us Entertain You"             |
| 2008–2010                  | The Secret Saturdays                     | Drew Saturday (voz)                            | 25 episodios                                 |
| 2008–2009                  | Rita Rocks                               | Rita Clemens                                   | 40 episodios                                 |
| 2009                       | Leverage                                 | Heather Moscone                                | Episodio: "The Wedding Job"                  |
| 2009                       | It's Me or the Dog                       | Nicole Sullivan                                | Episodio: "Hollywood Hounds "                |
| 2009                       | True Jackson, VP                         | Kreuftlva                                      | Episodio: "True Parade"                      |
| 2009–2015                  | The Penguins of Madagascar               | Marlene (voz)                                  | 59 episodios                                 |
| 2010                       | Numb3rs                                  | Nancy Hackett                                  | Episodio: "Scratch"                          |
| 2010                       | The Doctors                              | Ella misma                                     | Invitada                                     |
| 2010–2011                  | $#*! My Dad Says                         | Bonnie                                         | Principal, 18 episodios                      |
| 2012                       | RuPaul's Drag Race                       | Ella misma                                     | Juez invitada                                |
| 2012                       | The Game                                 | Sadie                                          | Episodio: "Let Them Eat (Cup)cake!"          |
| 2012                       | Super Best Friends Forever               | Supergirl (voz)                                | Cortometraje para TV                         |
| 2012                       | Let It Shine                             | Lyla la Manager Principal & Estilista de Roxie | Película Original de Disney Channel          |
| 2012–2013                  | Cougar Town                              | Lynn Mettler                                   | Recurrente, 7 episodios                      |
| 2013                       | The Exes                                 | Melanie                                        | Episodio: "My Ex-Boyfriend's Wedding"        |
| 2013                       | Wendell and Vinnie                       | Wilma Baset                                    | Principal, 20 episodios                      |
| 2014                       | The Middle                               | Vicki                                          | Episodio: "The Walk"                         |
| 2014                       | TripTank                                 | Sarah / Caitlin                                | 3 episodios                                  |
| 2014                       | Devious Maids                            | Molly                                          | Episodio: "The Visit"                        |
| 2014                       | See Dad Run                              | Brooke                                         | Episodio: "See Dad Live at Five"             |
| 2014                       | BoJack Horseman                          | Tracy (voz) / Chica Fan / Fiestera             | 3 episodios                                  |
| 2014–presente              | Black-ish                                | Janine                                         | Recurrente, 17 episodios                     |
| 2015                       | Grey's Anatomy                           | J.J.                                           | Episodio: "She's Leaving Home"               |
| 2015                       | Bones                                    | Joanne DeMarco                                 | Episodio: "The Big Beef at the Royal Diner"  |
| 2016                       | Mutt & Stuff                             | Jenny Jasper                                   | Episodio: "Goat in 60 Seconds!"              |
| 2016                       | The Thundermans                          | Doggin                                         | Episodio: "Dog Day After-School"             |
| 2016                       | Worst Cooks in America Celebrity Edition | Ella misma                                     | Concursante, 2.º lugar                       |
| 2017                       | Mom                                      | Leanne                                         | Episodio: "Bad Hand and British Royalty"     |
| 2017                       | Girlboss                                 | Madre de Nathan                                | 2 episodios                                  |
| 2017                       | The Mindy Project                        | Dra. Witzel                                    | Episodio: "A Romantical Decouplement"        |
| 2017–2018                  | Disjointed                               | Maria Sherman                                  | Recurrente, 16 episodios                     |
| 2018                       | Corporate                                | Linda Lee                                      | Episodio: "Remember Day"                     |
| 2018                       | Alone Together                           | Becky                                          | Episodio: "Dog Awards"                       |

### Videojuegos
| Año  | Título                                               | Papel           |
| ---- | ---------------------------------------------------- | --------------- |
| 2000 | Buzz Lightyear of Star Command                       | Mira Nova       |
| 2002 | Kim Possible: Revenge of Monkey Fist                 | Shego           |
| 2006 | Kim Possible: What's the Switch?                     | Shego           |
| 2007 | Ratchet & Clank: Size Matters                        | Luna, Ordenador |
| 2007 | Meet the Robinsons                                   | Franny          |
| 2009 | FusionFall                                           | Drew Saturday   |
| 2011 | Penguins of Madagascar: Dr. Blowhole Returns - Again | Marlene         |